# A4 (Groot-Brittannië)
De A4, Great West Road (Grote Westweg) of Bath Road (Bathweg) is een weg in het Verenigd Koninkrijk tussen Londen en Avonmouth ten westen van Bristol.

## Geschiedenis

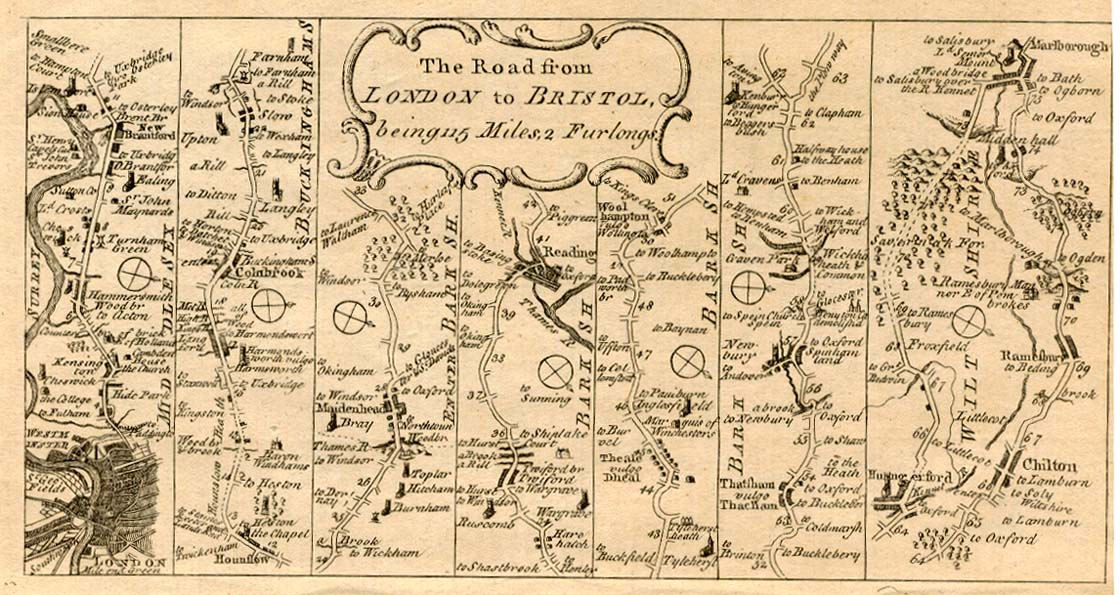
De weg van Londen naar Bristol in 1768

Tot 1935 liep de A4 tot Bath. Daarna is de weg via Bristol verlengd naar Avonmouth. Sinds de aanleg van de M4 is de hoofdverkeersfunctie overgenomen door die weg.

## Hoofdbestemmingen
De volgende hoofdbestemmingen (primary destinations) liggen aan de A4:
- Londen
- Westminster
- Hammersmith
- Hounslow
- Heathrow Airport
- Slough
- Maidenhead
- Reading
- Newbury
- Marlborough
- Chippenham
- Bath
- Bristol